# アレクセイ・コロビツィン
アレクセイ・パーヴロヴィチ・コロビツィン（Алексей Павлович Коробицин、1910年 - 1966年3月）は、ソビエト連邦の小説家、推理作家、歴史小説作家、情報機関員。男性。アルゼンチン生まれ。

## 略歴
革命家である父が1905年のロシア第一革命後に南米に亡命しており、アレクセイはそこで生まれた。1917年のロシア第二革命後に両親とともに帰国し、モスクワの工場で職業教育を受ける。その後、クロンシュタットの軍港に水兵として入隊し、除隊後は船員となって各地を回った。
1936年にスペイン内戦が始まると、スペイン語に堪能だったため、ソビエト情報機関の通訳として活動。その後、第二次世界大戦でも義勇兵として活動した。
戦後は職業作家となり、アメリカやメキシコを舞台とする小説を執筆した。作品に、ニューヨークの蝋人形館で起こった殺人事件を扱う推理小説『逃亡 ―犯罪なき犯罪―』（原題：蝋人形館の秘密）や、植民地支配に対するメキシコの闘争をテーマにした歴史小説『テキサスの復讐者ファン・マルカド』（Хуан Маркадо — мститель из Техаса）などがある。

## 日本語訳作品
- 逃亡 ―犯罪なき犯罪― （訳：香川二郎（末包丈夫）、1970年12月、法律文化社） (Тайна музея восковых фигур (1965))
  - 著者名表記は「ア・コロビツィン」、原題の直訳は「蝋人形館の秘密」